# Nashville Blues
Pour plus de détails, voir Fiche technique et Distribution.

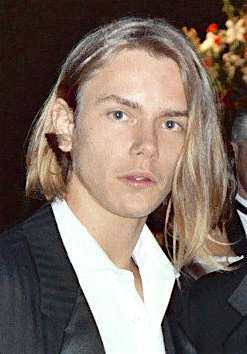
River Phoenix

Nashville Blues (The Thing Called Love) est un film américain réalisé par Peter Bogdanovich, sorti en 1993.

## Synopsis
À Nashville, Tennessee, on a la musique country dans le sang. Le Bluebird Cafe, un bar qui ne désemplit jamais, est devenu un lieu mythique de la country, où les amateurs se retrouvent pour boire une bière en écoutant les nouveaux talents tenter leur chance. Faire un tabac au Bluebird, devant une salle de connaisseurs, est un passeport quasi assuré pour le succès. James Wright, un jeune rebelle, a réussi son pari ce soir-là en enchantant son auditoire. Tout le contraire de Miranda Presley qui, elle, a plutôt raté son audition. Mais quand les regards de ces deux-là se croisent, ils savent qu'ils vont faire la route ensemble sur le chemin de la gloire…

## Fiche technique
- Titre français : Nashville Blues
- Titre original : The Thing Called Love
- Réalisation : Peter Bogdanovich
- Scénario : Carol Heikkinen
- Musique : G. Marq Roswell
- Photographie : Peter James
- Montage : Terry Stokes
- Production : John Davis
- Sociétés de production : Paramount Pictures & Davis Entertainment
- Société de distribution : Paramount Pictures
- Pays :  États-Unis
- Langue : Anglais
- Format : Couleur - Dolby - 35 mm - 1.85:1
- Genre : Comédie dramatique
- Durée : 116 min / 120 min (director's cut)
- Date de sortie : 
  - États-Unis : 27 août 1993

## Distribution
- Samantha Mathis (VF : Virginie Ledieu) : Miranda Presley
- River Phoenix (VF : Mark Lesser) : James Wright
- Dermot Mulroney (VF : Fabrice Josso) : Kyle Davidson
- Sandra Bullock (VF : Malvina Germain) : Linda Lue Linden
- K.T. Oslin : Lucy
- Earl Poole Ball (VF : Philippe Ogouz) : Floyd
- Anthony Clark (VF : David Lesser) : Billy
- Webb Wilder (VF : François Leccia) : Ned
- Wayne Grace (VF : Michel Fortin) : R.C.
- Paul Hampton (VF : Jacques Deschamps) : Doug Siskin